# هارلان كاري بروستر
هارلان كاري بروستر هو سياسي كندي، ولد في 10 نوفمبر 1870 في كندا، وتوفي في 1 مارس 1918 في نفس البلد. حزبياً، نشط في BC United ‏. وقد انتخب Premier of British Columbia ‏ (23 نوفمبر 1916 – 1 مارس 1918).